# Meovv
Meovv (koreanska: 미야오, Miyao) är en sydkoreansk tjejgrupp bildad av The Black Label. Gruppen består av fem medlemmar: Sooin, Gawon, Anna, Narin och Ella. Gruppen debuterade den 6 september 2024 med singeln "Meow". Meovvs första EP, My Eyes Open VVide, släpptes den 12 maj 2025.

## Medlemmar
- Sooin ( 수인)
- Gawon ( 가원 )
- Anna ( 안나 )
- Narin ( 나린 )
- Ella ( 엘라 )

## Diskografi

### EP
- My Eyes Open VVide (2025)